# Anna Eder
Anna Eder (* 17. Juli 1950) ist eine deutsche Kommunalpolitikerin (CSU). Von 2000 bis 2012 war sie Oberbürgermeisterin der niederbayerischen Stadt Deggendorf.

## Leben
Eder trat 1975 in die CSU ein und ist seit 1990 Stellvertretende Bezirksvorsitzende der CSU Niederbayern. Bei den Kommunalwahlen 1978 wurde sie erstmals in den Deggendorfer Stadtrat gewählt, dem sie bis 1990 und dann wieder von 1996 bis 2000 angehörte.
Nach dem Rücktritt von Dieter Görlitz wurde sie am 9. Juli 2000 zur Oberbürgermeisterin der Stadt Deggendorf gewählt und trat das Amt zum 1. August 2000 an. Bei der Wahl am 2. Juli 2006 wurde sie mit 70,37 % der Wählerstimmen im Amt bestätigt. Zur Wahl am 24. Juni 2012 trat Eder nicht mehr an, ihre Amtszeit endete zum 31. Juli 2012. Ihr Nachfolger wurde Christian Moser.
Von 1989 bis 1990 war sie zudem Mitglied des Bezirkstags Niederbayern. Seit 2002 ist sie Mitglied des Kreistags im Landkreis Deggendorf.

## Leistungen
In Eders Amtszeit wurden 160 Millionen Euro investiert, darunter in die Stadthalle II, das Fassadenprogramm, die Aufwertung des Luitpoldplatzes und in die Sanierung des alten Rathauses. Engagiert förderte sie die Erweiterung der Technischen Hochschule. Zudem gelang ihr, die Landesgartenschau für 2014 nach Deggendorf zu bringen und die Finanzierung zu sichern.
Während ihrer gesamten Amtszeit förderte Eder als ihr besonderes Anliegen die Verbesserung der Betreuungssituation von Kindern und Jugendlichen. So sorgte sie insbesondere für den notwendigen Ausbau der Kleinkind- und Kindergartenbetreuung sowohl in kommunaler als auch in freier Trägerschaft.

## Ehrungen
- 2005: Goldener Ehrenring der Stadt Deggendorf
- 2010: Kommunale Verdienstmedaille in Silber
- 2010: Bayerische Verfassungsmedaille in Silber
- 2013: Ehrenbürgerin der Stadt Deggendorf
- 2015: Bundesverdienstkreuz am Bande[1]
- 2019: Bayerischer Verdienstorden